# Plus One (Film)
Plus One ist eine romantische Tragikomödie von Jeff Chan und Andrew Rhymer, die am 28. April 2019 beim Tribeca Film Festival ihre Premiere feierte und am 14. Juni 2019 in die US-Kinos kam.

## Handlung
Um einen Sommer des Hochzeitsfiebers zu überleben, vereinbaren die langjährigen, alleinstehenden Freunde Ben und Alice, bei jeder Hochzeit, zu der sie eingeladen wurden, als der Partner des jeweils anderen aufzutreten.

## Produktion
Regie führten Jeff Chan und Andrew Rhymer, die auch das Drehbuch schrieben. Es handelt sich um das Spielfilmdebüt der beiden.
Die Filmmusik komponierte Leo Birenberg. Weitere Songs steuerte Martin Courtney bei, der Sänger und Gitarrist der Indie-Rock-Band Real Estate.
Die Dreharbeiten fanden in Kalifornien statt, so in Los Angeles, Malibu und Rancho Palos Verdes. 
Der Film wurde am 28. April 2019 beim Tribeca Film Festival in der Sektion Spotlight Narrative erstmals gezeigt und kam am 14. Juni 2019 in die US-Kinos.

## Rezeption

### Kritiken
Der Film konnte bislang 88 Prozent aller Kritiker bei Rotten Tomatoes überzeugen und erhielt hierbei eine durchschnittliche Bewertung von 7,1 der möglichen 10 Punkte. Die von Filmkritikerinnen initiierte Film-Website CherryPicks, die sich für die Geschlechtergerechtigkeit im Bereich der Filmkritik einsetzt, gibt einen Wert von 80 Prozent an, wodurch der Film sein Ticket wert sei.
Jon Frosch von The Hollywood Reporter bemerkt in seiner Kritik die knackigen Dialoge. Die zentrale Prämisse des Films – zwei Menschen, die perfekt füreinander gemacht sind, dies aber nicht zugeben wollen – sei eine der narrativen Säulen der romantischen Komödie, doch was Plus One in dieser Hinsicht an Originalität fehle, mache der Film mit Wärme und seinem Sehvergnügen zumindest teilweise wett. Die Drehbuchschreiber und Regisseure Jeff Chan und Andrew Rhymer hätten ein feines Gespür für das Tempo und ein gutes Ohr für Scherze. Am wichtigsten jedoch sei, dass sie ihren beiden Hauptdarstellern Platz ließen, wenn diese sich gegenseitig necken und quälen, während sie uns mehr und mehr an ihrem Verlangen füreinander teilhaben lassen.

### Auszeichnungen
Tribeca Film Festival 2019
- Auszeichnung als Bester Spielfilm mit Publikumspreis (Jeff Chan und Andrew Rhymer)[5]